# Rantrum
Rantrum település Németországban, Schleswig-Holstein tartományban. Lakosainak száma 1936 fő (2023. december 31.).

## Népesség
A település népességének változása:
| Lakosok száma | 1046 | 1859 | 1910 | 1885 | 1924 | 1936 |
|               | 1975 | 2017 | 2019 | 2021 | 2022 | 2023 |